# Somalo (gatto)
Il somalo è una razza di gatto e viene descritto come un abissino a pelo lungo.

## Descrizione
Il somalo ha lo stesso carattere curioso, attivo e giocherellone dell'abissino e, con esso, condivide anche l'aspetto. L'unica differenza tra loro è la lunghezza del pelo, però, al contrario della maggior parte dei gatti a pelo lungo, il somalo non ne perde molto: il mantello viene cambiato quasi tutto assieme una o due volte l'anno e non costantemente come in un persiano.
Il somalo ha una coda appariscente che, assieme al pelo relativamente lungo, gli ha guadagnato l'appellativo di "gatto volpe". Oltre alla coda vaporosa il somalo presenta altri caratteri particolari come delle striature scure sul dorso (a seconda del colore del mantello), grandi orecchie, abbondante pelo su collo e sulle cosce il quale contribuisce ulteriormente all'apparenza volpina.
Il pelo è multicromato, una variazione dei segni caratteristici dei soriani, ed alcuni somali esibiscono striature tipiche del soriano in alcune parti del corpo. Ciò è visto come una deviazione del pedigree, quindi tali esemplari vengono venduti solo se sterilizzati.
L'unico segno-striatura apprezzato su un somalo è la tradizionale "M" soriana sulla fronte. Come l'abissino, esso ha un contorno scuro attorno agli occhi che fa sì che sembri truccato con la matita per gli occhi ed ha relativamente poco pelo bianco sul muso, mento e collo. Pelo bianco in altre aree del corpo rende l'esemplare di basso pregio per le esposizioni feline.
Il gatto somalo è di taglia media: 6 kg il maschio e 4 kg la femmina; ha il corpo di lunghezza media con muscolatura robusta e definita. La schiena è leggermente arcuata e dà l'impressione che l'animale sia sempre in attesa di compiere un salto.

## Storia
A causa della pesante perdita di gatti abissini durante la seconda guerra mondiale, gatti di pedigree sconosciuto furono usati per ricostituire la razza abissina ed è probabile che gatti portatori del gene recessivo del pelo lungo siano riusciti ad entrare a far parte del pool genetico della popolazione. Quindi, negli anni 50 del novecento durante dei programmi di allevamento di gatti abissini un certo numero di essi nacque con un mantello più morbido e con pelo più lungo.
Ad ogni modo è possibile che l'introduzione del gene recessivo per il pelo lungo sia avvenuta precedentemente, ancora prima della registrazione, nel 1905, dei 12 gatti che diventarono, secondo il National Cat Club, i capostipiti della razza Abissina, i quali avevano ognuno almeno un genitore di origine sconosciuta.
Altri pensano che l'abissino a pelo lungo (il somalo) non sia altro che il risultato di una mutazione spontanea interna al gruppo degli Abissini.
I primi somali erano esemplari a pelo lungo in cucciolate casuali di abissini. Negli anni 40 del novecento un'allevatrice britannica, Janet Robertson, esportò alcuni cuccioli di abissino standard in Australia, Nuova Zelanda e Nord America. I discendenti di questi gatti produssero occasionalmente esemplari a pelo lungo e nel 1963, Mary Mailing, un'allevatrice canadese, ne portò per la prima volta un esemplare ad una mostra. Ken McGill, il giudice, richiese il riconoscimento di una nuova razza. Al contrario delle credenze comuni, il somalo è una razza di origine australiana, non somala.
Il primo somalo ufficiale fu Mayling Tutsuta, il gatto di McGill.

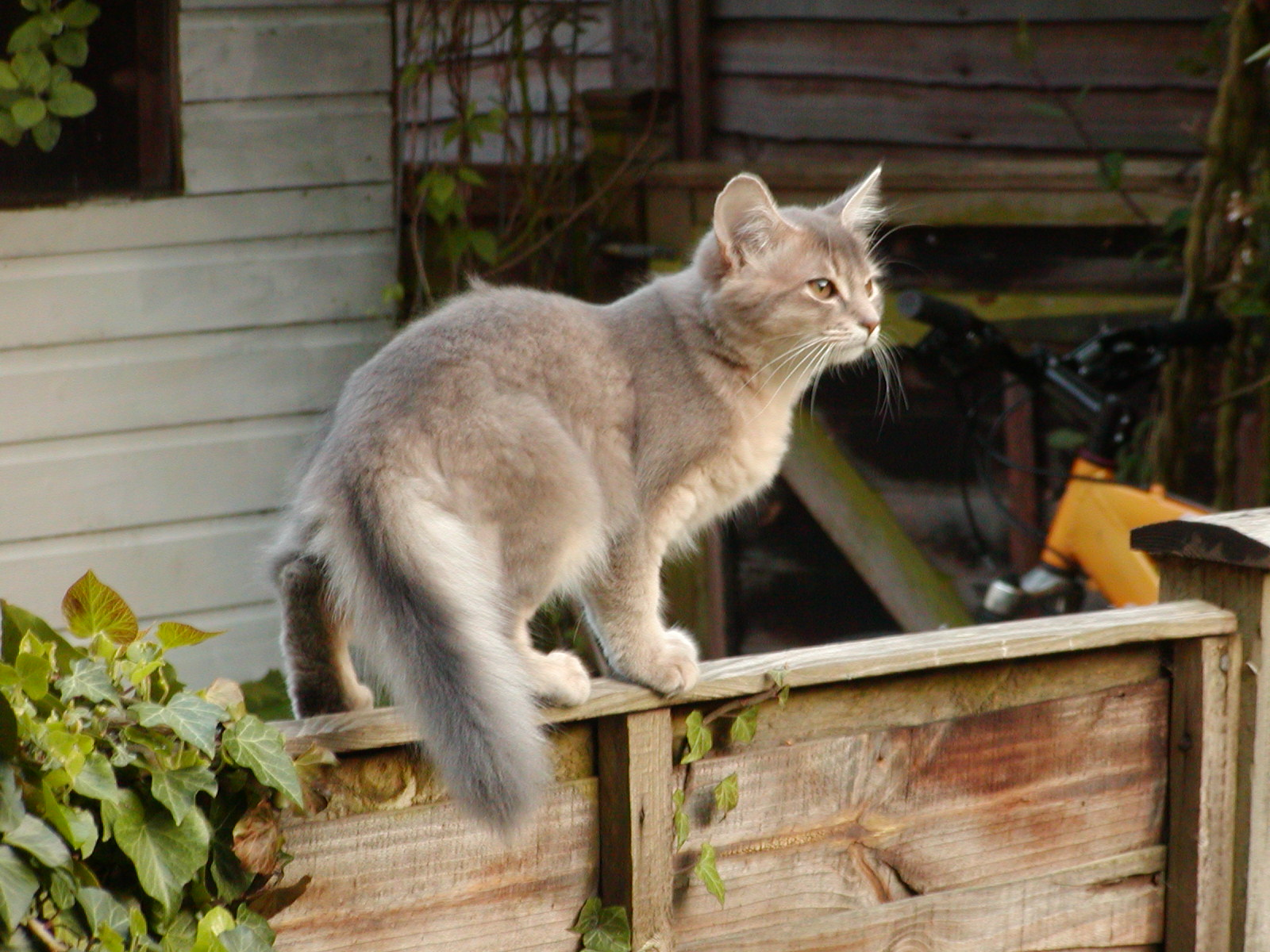
Gattino somalo "blu"
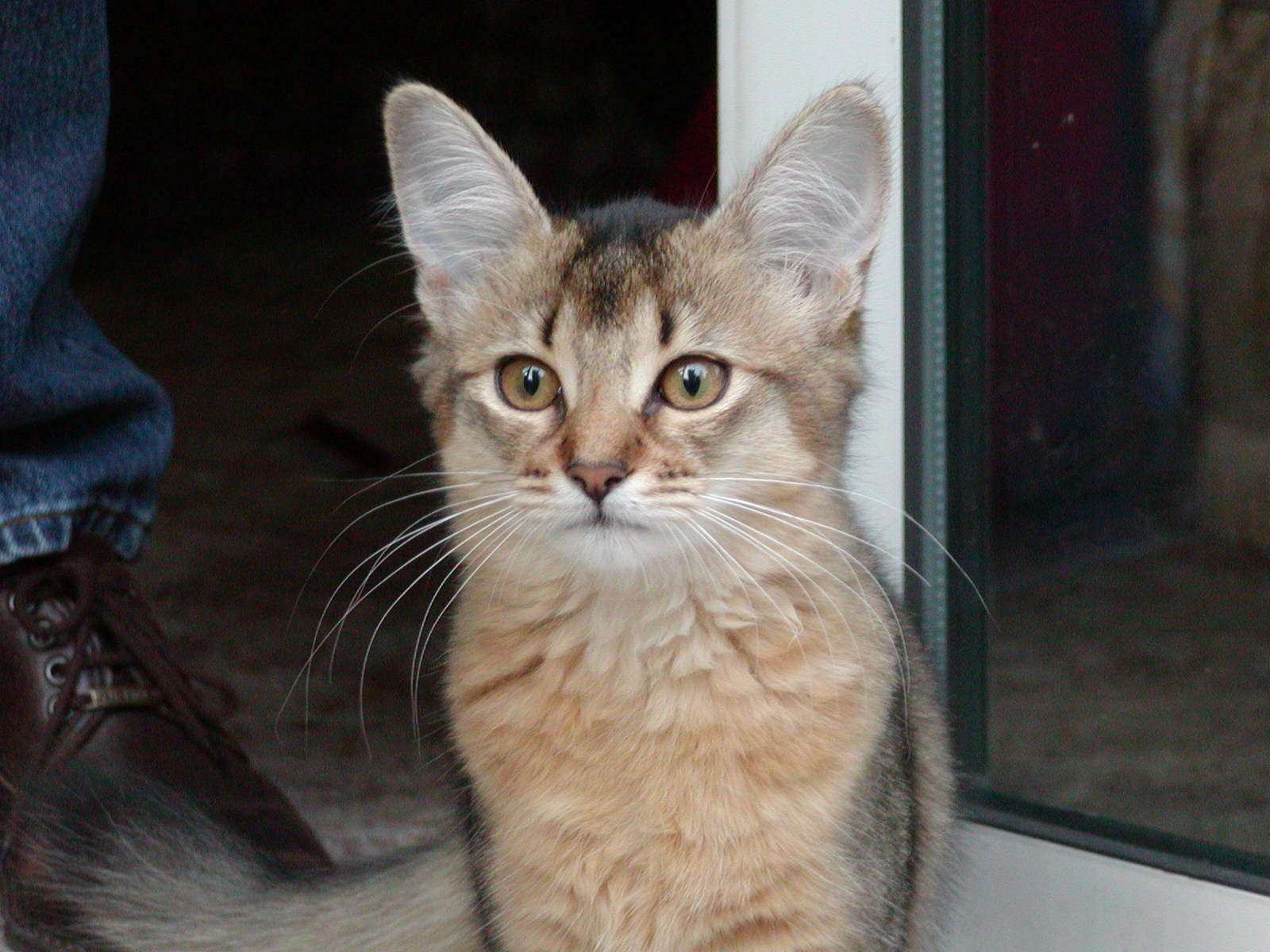
Cucciolo di somalo
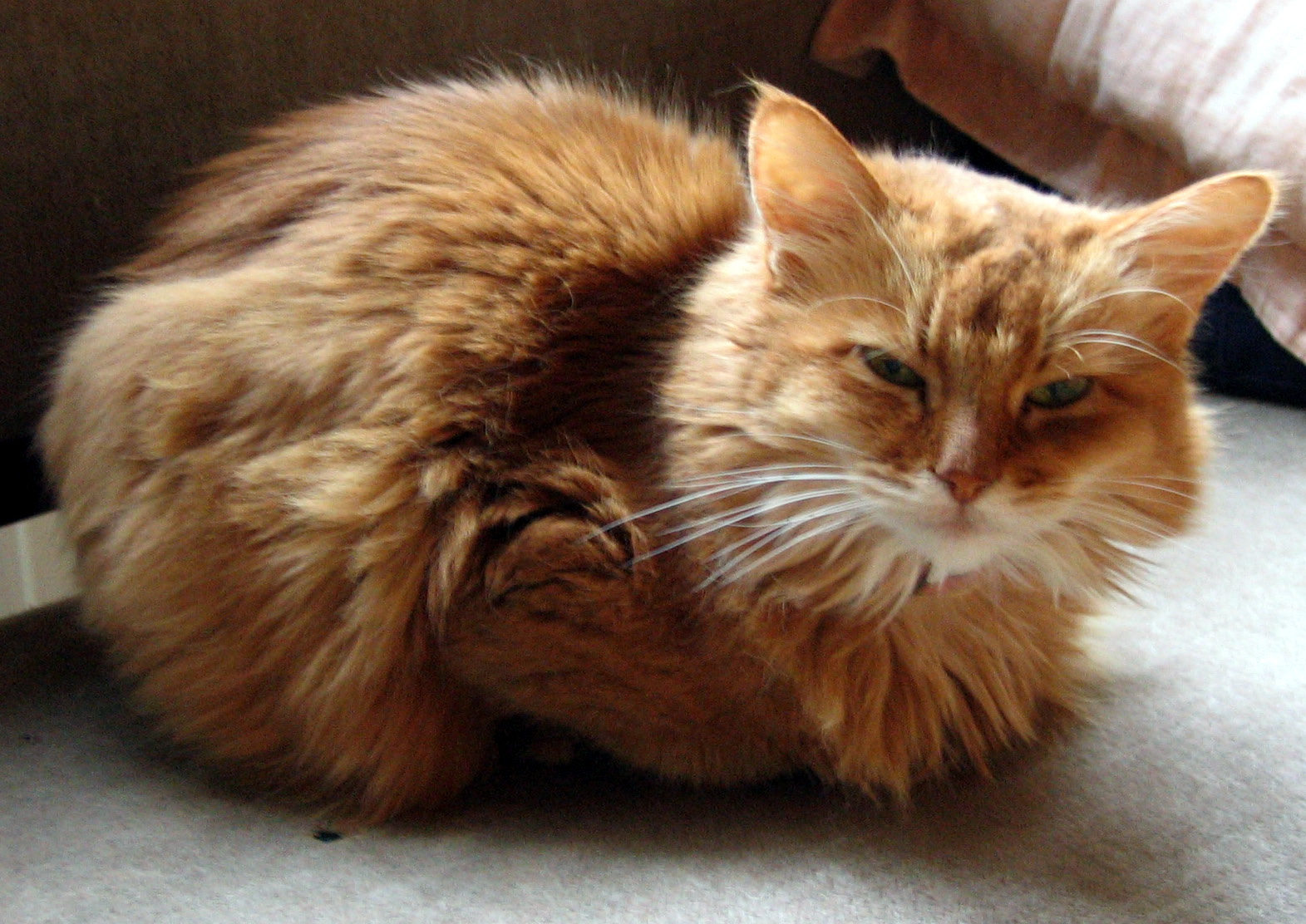
Somalo "sorrel"
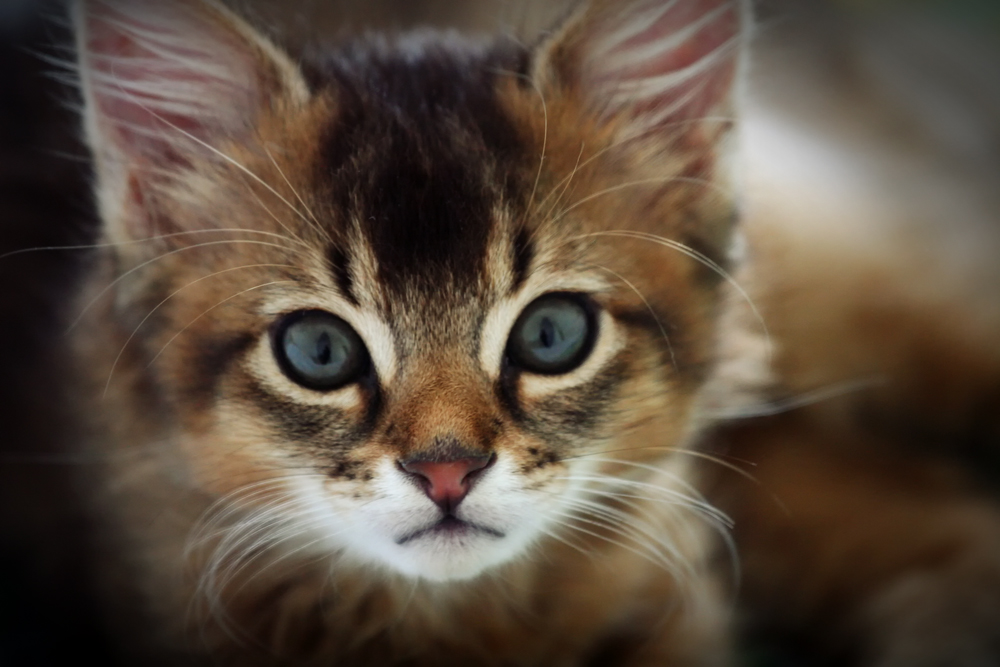
Cucciolo di somalo